# Iqbal Masih
Iqbal Masih (urdu: اقبال مسیح) (ur. 1983 we wsi Muridke w pakistańskim Pendżabie, zm. tamże 16 kwietnia 1995) – pakistański chłopiec od czwartego roku życia przymuszony do niewolniczej pracy w fabryce dywanów koło Lahauru, w Pakistanie. Po ucieczce od 10 roku życia zaangażowany w działalność pakistańskiego Frontu Wyzwolenia Pracujących Dzieci.
Jego życie opisano w książce włoskiego pisarza Francesco D'Adamo Iqbal (2003) i w Kommt mit und seid frei!– Iqbal Masih und der Kampf gegen die Kindersklaverei Susan Kuklin.
Wkrótce po jego narodzinach jego ojciec Saif Masih opuścił rodzinę. Jego matka Inayat pracując jako sprzątaczka nie była w stanie utrzymać dzieci ze zbyt małego dochodu. Iqbal w czwartym roku życia został sprzedany do niewolniczej pracy przy produkcji dywanów (niedaleko Lahauru). Z powodu trwającej latami 12-godzinnej pracy i niedożywienia mając 12 lat wyglądał jak dziecko 6-letnie.
W 10 roku życia uciekłszy, zaangażował się w pracę Frontu Wyzwolenia Pracujących Dzieci. Jego działalność przyczyniła się do uwolnienia 3 tysięcy dzieci pracujących niewolniczo. Zyskawszy sławę przemawiał też w innych krajach, np. Szwecji i USA (przy okazji odebrania nagrody: Reebok Human Rights Award) przedstawiając problem niewolniczej pracy dzieci. Zamordowano go w Wielkanoc, w rodzinnej wiosce, w której jako chrześcijanin obchodził święto Zmartwychwstania Jezusa. O ile policja jak i matka chłopca odrzucają możliwość, że za jego śmierć odpowiada tzw. mafia dywanowa, powiązana z nim organizacja Frontu Wyzwolenia Pracujących Dzieci zauważa, że chłopiec otrzymał wiele groźb śmierci od osób powiązanych z pakistańskim przemysłem dywanowym.

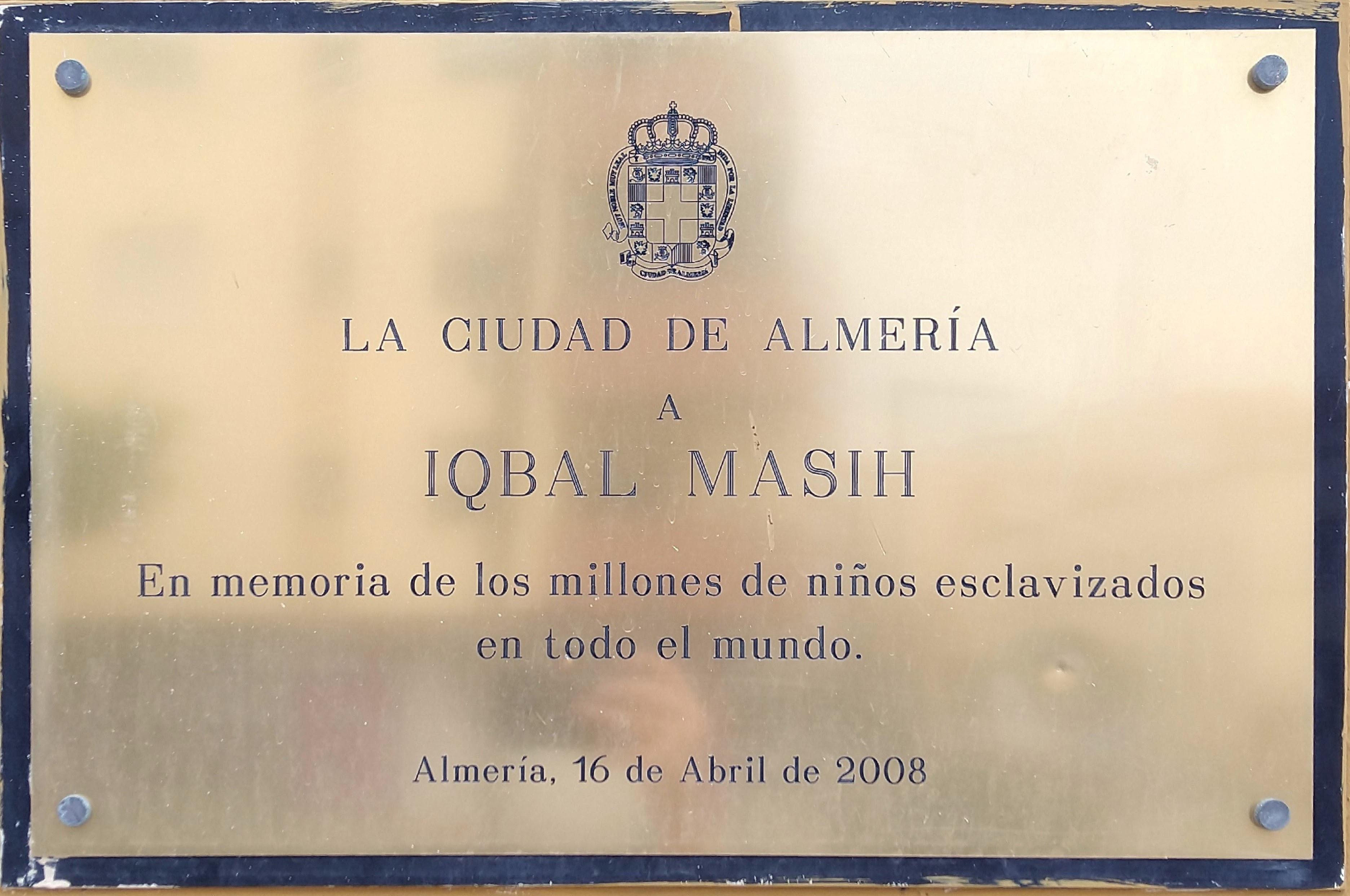
Tablica upamiętniająca w Hiszpanii w mieście Almería Iqbala i miliony dzieci na świecie pracujących jako niewolnicy

Pośmiertnie w 2000 roku nagrodzony The World's Children's Prize for the Rights of the Child.
W styczniu 2009 Kongres Stanów Zjednoczonych ustanowił coroczną nagrodę Iqbal Masih Award za walkę przeciwko niewolniczej pracy dzieci.
Działalność Iqbala i jego śmierć zainspirowała kanadyjskiego 12-latka Craiga Kielburgera. Założył on do dziś istniejącą organizację Free The Children. Na obszarach Chin, Sri Lanki, Kenii, Indii i Ekwadoru realizuje ona projekty adopcji wiosek zabezpieczając w nich dzieciom edukację, ochronę zdrowia itd.
Klasa amerykańskiej szkoły Broad Meadows Middle School w Quincy, której Iqbal podczas swojej wizyty opowiadał w swoim życiu, zebrała pieniądze, aby w Pakistanie mogła powstać szkoła upamiętniająca chłopca – szkoła dla Iqbala (School for Iqbal). Od 1995 roku (roku śmierci Iqbala) szkoła ta istnieje w Kasur.